# Estación de Castell
Castell es una estación del teleférico de Montjuïc. Está ubicada en la montaña de Montjuïc, al lado del Castillo de Montjuïc. 
| << cabecera | < estación | línea                  | estación > | cabecera >>      |
| ----------- | ---------- | ---------------------- | ---------- | ---------------- |
| terminal    | terminal   | Teleférico de Montjuïc | Mirador    | Parc de Montjuïc |